# 気まぐれ、じゃんけんポンっ!/nora
「気まぐれ、じゃんけんポンっ!／nora」（きまぐれ、じゃんけんポンっ!／のら）は、ゆの、宮子、ヒロ、沙英、およびmarbleのシングル。2011年11月23日にGloryHeavenから発売された。

## 概要
「気まぐれ、じゃんけんポンっ!」と「nora」は、テレビアニメ『ひだまりスケッチ×SP』のオープニングテーマとエンディングテーマとしてそれぞれ使用される。「気まぐれ、じゃんけんポンっ!」を同アニメでゆの、宮子、ヒロ、沙英役を演じる阿澄佳奈、水橋かおり、後藤邑子、新谷良子が、「nora」を第1期からエンディングテーマを担当しているmarbleがそれぞれ歌っている。 

## 収録曲
（全作詞：micco）
1. 気まぐれ、じゃんけんポンっ! [3:40]
作曲：白戸佑輔、編曲：安藤高弘
歌：ゆの（CV.阿澄佳奈）、宮子（CV.水橋かおり）、ヒロ（CV.後藤邑子）、沙英（CV.新谷良子）
  - テレビアニメ『ひだまりスケッチ×SP』オープニングテーマ
2. nora [4:08]
作曲・編曲：菊池達也
歌：marble
菊池曰く「小さい会場でライブをやるために作ったリラックスできる曲」で、内容はmiccoの自宅周辺にいる野良猫を題材としている[1]。
  - テレビアニメ『ひだまりスケッチ×SP』エンディングテーマ
3. 気まぐれ、じゃんけんポンっ!（off vocal）
4. nora（off vocal）